# 川本稜
川本 稜（かわもと りょう、1993年9月11日 - ）は、日本の俳優、タレントである。
埼玉県出身。特技はブレイクダンス、バレーボール。趣味はドラムなど。

## 略歴
2006年から舞台『ミュージカル テニスの王子様』に加藤勝郎役で出演する。
2011年1月に俳優集団NAKED BOYZに加入。
2014年5月、出演予定であったNAKED BOYZ本公演『クローゼットZERO』を体調不良のために降板すると発表。同年7月末でNAKED BOYZを脱退する。

## 出演

### 舞台
- Best Wishes
- ミュージカル テニスの王子様（2006年12月 - 2008年5月） - 加藤勝郎 役
  - Absolute King 立海 feat.六角 First Service
  - Dream Live 4th
  - Dream Live 4th Extra
  - Absolute King 立海 feat.六角 Second Service
  - The Progressive Match 比嘉 feat.立海
  - Dream Live 5th
- ロイヤルホ☆ト（2010年3月） - 真 役
- 神☆ヴォイス 〜Go!Go!Dreamers!!〜（2012年3月） - 京塚真吾 役
- フラボーイ 〜いわき男子高校演劇部奮闘記〜（2012年5月）
- 誠 〜とびだせ新撰組〜（2012年10月） - 沖田総司 役
- 大津皇子 〜飛鳥よ、幼子の寝息が如く〜（2013年3月） - 柿本人麻呂 役
- 男おいらん（2014年3月） - 金太郎 役
- 人狼の王子様 2nd season（2014年4月 - 5月）

### テレビドラマ
- のぞき屋（2007年4月 - 7月、テレビ東京） - ケン（少年時代）役
- ここはグリーン・ウッド〜青春男子寮日誌〜（2008年7月 - 9月、TOKYO-MX 他） - 渡辺由樹 役

### バラエティ
- おぎやはぎnoだっぴんぐ（2005年、テレビ静岡）
- 今夜はアリエナイト（2013年、フジテレビ） - 「ヒョンブ食堂」サム・ゲタン 役

### オリジナルビデオ
- となりの801ちゃん（2007年）

### CM
- トキメキファンタジー ラテール